# دیوا (گروه موسیقی)
دیوا (ایتالیایی: Dyva) نام یک گروه موسیقی دونفرهٔ ایتالیایی است که در دههٔ ۸۰ میلادی در ایتالو دیسکو و «های ان.ار. جی» فعالیت و شهرت داشتند.
دو عضوِ این گروه نخستین بار در سال ۱۹۷۵ با یکدیگر آشنا شدند و در آغاز در کلوپ‌های شبانه برنامه اجرا می‌کردند؛ اما در سال ۱۹۸۶ رسماً گروه موسیقی «دیوا» را تشکیل دادند و بیشتر در سبک ایتالو دیسکو و موسیقی رقص فعالیت کردند.
از تک‌آهنگ‌های مشهور آنان می‌توان به ترانهٔ «دوباره دست بزن» و «بازگشت به زنگی» اشاره نمود.